# 20109 Alicelandis
20109 Alicelandis este un asteroid din centura principală de asteroizi.

## Descriere
20109 Alicelandis este un asteroid din centura principală de asteroizi. A fost descoperit pe 12 septembrie 1995 la McGraw-Hill de John L. Tonry. Asteroidul prezintă o orbită caracterizată de o semiaxă mare de 2,58 ua, o excentricitate de 0,24 și o înclinație de 9,3° în raport cu ecliptica.